# متحف أنقرة للرسم وفن النحت
متحف أنقرة للرسم وفن النحت هو مركز ثقافي ومتحف فني موجود أعلى نماظ جاه في حي أولوس بمنطقة التنداغ في أنقرة.
يمكن القول بأنه يعد تاريخ بنائي ومن أروع الأمثلة التي تشهد علي الحركة المعمارية الوطنية الأولي والذي تم انشاؤه كمركز بناء الحضارات التركيه عام 1927 وهو صاحب مجموعه فنيه تتضمن الآثار الفنيه التي تعكس تاريخ فترة التنمية وتاريخ تشكيل الفنون التشكيلية التركية قبل وبعد الجمهورية وقد قدم أعداداً كبيرة من الفنانيين اثاراً أصليه عديده مثل : عثمان حمدى وعبد المجيد افندى وشاكر أحمد والذي كان من البشوات وفكرت مولا وشوكت داغ وشفيق البورصلي وإبراهيم شاللي وعابدان دينو
يوجد في مبني المتحف صاله مناسبه لأداء الأوبريت وهي تعد أول صاله فنيه وثقافيه في أنقره التي يتم استخدامها في يومنا هذا لإقامة المحاضرات والندوات والمؤتمرات بهدف نشر الثقافة بواسطة الحفلات الموسيقيه الأوبراليه والباليه
*تاريخ المبني
مبنى حضارة الأتراك
هو العمل الرابع من بناء مؤسسات الدولة الكبيرة الموجوده في أنقره وهو عمل تاريخي بمثابة متحف تم الاعتراف به كمتحف في عام 1924 وذلك لإنه تم إنشاؤه كحضاره للأتراك وتم إنشاؤه بناءاً علي اقتراحات المهندسين المشهورين
وتمت الموافقة على المشرروع الذي نال استحسان مصطفي كمال باشا رئيس الجمهورية الرسمي والذي قام به المهندس عارف حكمت بك وتم تشييد المبني يوم 21 مارس عام 1927 
أراد مصطفي كمال أتاتورك استخدام الديكور التركى في البناء وأمر بأن يقتصر العمل على العمال الأتراك
أتم المهندس كويون اوغلو بناء المبني في أبريل عام 1930 مستخدماً المرمر من بحيره مرمره وجمع أصحاب الحرف 
عمل في هذا البناء كبراء مثل : خبير المرمر حسين عونى وخبير المعدن حقي وخبير الأحجار باقي وحسين الذي كان من أنقره وفي مطلع عام 1931 وعقب انحدار الحضارة التركيه تم تحويل بناء مركز الحضارة التركيه إلى الجماعة (الحزب ) الشعبية الجمهورية وذلك بتاريخ 10 يونيو 1931
مبني أنقره الشعبي
تم بناء المبني من تجميع الزهور من الاشجار والزينة المزخرفه التركيه وهو بناء به قاعه بها مقصوره و 500 مقعد ذو مسند وهو بناء له الفضل في إقامة مؤتمرات مهمه مثل : أول مؤتمر تاريخي تركي في 2 يوليو عام 1932 , مؤتمراللغة التركية الأول من تاريخ 26 سبتمر الي 5 أكتوبر عام 1932 , و العمل المسرحي الطفل الحجر بتاريخ 27ديسمبر عام 1934, والعمل المسرحي اوزسوي بتاريخ 19 يونيو عام 1934 والذي يعد أول عمل أوبرالي لتاريخ الجمهورية التركيه .
المؤسسات المتنوعه المخصصه
وعقب إلغاء الفعاليات في عام 1952 تم تحويل البناء إلي ثروه, أما إمكانية إستغلاله فقد مُنحت للحضاره التركيه التي تم فتحها مجدداً , وفي عام 1961 مُنح البناء للتعليم القومي، وفي عام 1965 مُنح لمهام القري، وفي عام 1971 مُنح لوزارة الدفاع القومية، وفي عام 1972مُنح لوزارة التعليم القومية مُجدداً
وأثناء الترميمات تم تخريب جزء تاريخي من المبني والذي كان رث جداً وانفكت مقصورات المسرح ولم يُستخدم المسرح بسبب الأوضاع
المتحف والمركز الثقافي
وفي عام 1975 تم تحويل البناء إلي وزارة الثقافة وبدأت الجهود لأجل إنشاء متحف وفي عام 1985 بدأ عمر صابانجي بترميم البناء بالمساعدات لكي يصبح شكل البناء يُشبه الشكل الأصلي وفي عام 1930 استخدم المسرح بشكل مزين
وهكذا نجح استخدامه كمركز ثقافي بجانب كونه متحفاً
المجموعة
وفي عام 1978 قامت رئاسة الوزراء العامه بالتعاون مع مؤسسات الدولة بتوفير متحف مكون من الاَثار الفنيه التي تم تجميعها عام 1975 ووًجِد مايقرب من خمسة أبنيه في مجموعه ويوجد 6 مسارح تم عرض فيها معرض ثابت عُرض في تلك المسارح ما يقرب من 750 عمل
تم عرض أثاراً فنيه بالزخرفة التركيه والطباعة والسيراميك والهيكل والرسومات والتي يرجع تاريخها من قبل الجمهورية تعود لفنانيين أتراك وباقيه حتى يومنا هذا
في القسم الأول من المتحف توجد رسومات لرسمامين مثل : شاكر أحمد باشا وعبد المجيد أفندى وحسين ذكي باشا وخليل باشا وعلى رضا أما القسم الثاني فتوجد به أعمال فترة الجمهورية التي تم عرضها من اَثار لفنانيين مثل إبراهيم شالي وحكمت اونات ونامق إسماعيل
السرقة
وقد تم التصريح بأنه تم وضع نًسخ مصوره بدلاً من 13 أثر بالقلم الفحم ترجع لعلي رضا عام 2010 بالمتحف أما الخمس لوحات لم يُحدد إلي من ترجع 
انظر أيضا
متحف استانبول للرسم والنحت

## معرض صور

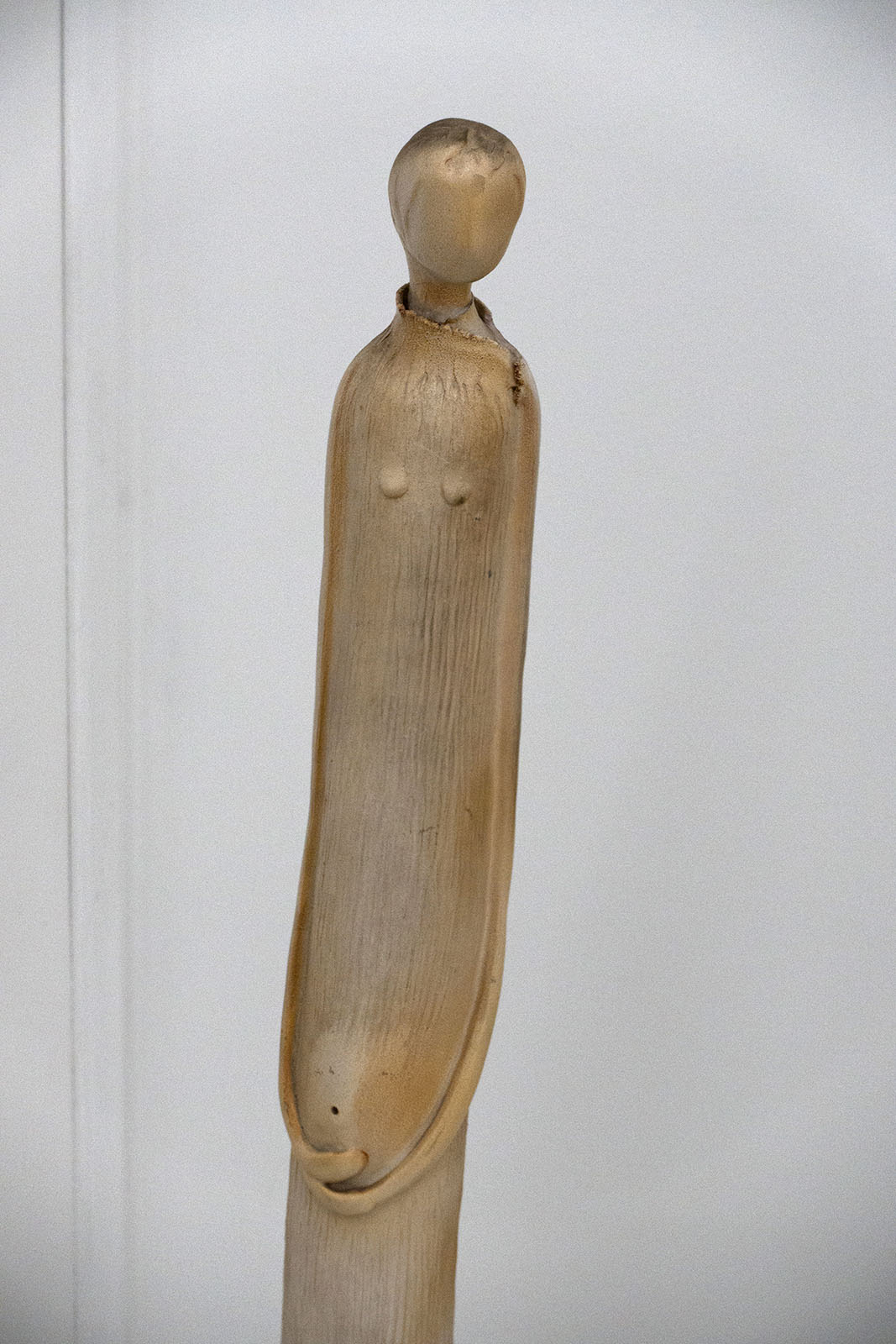
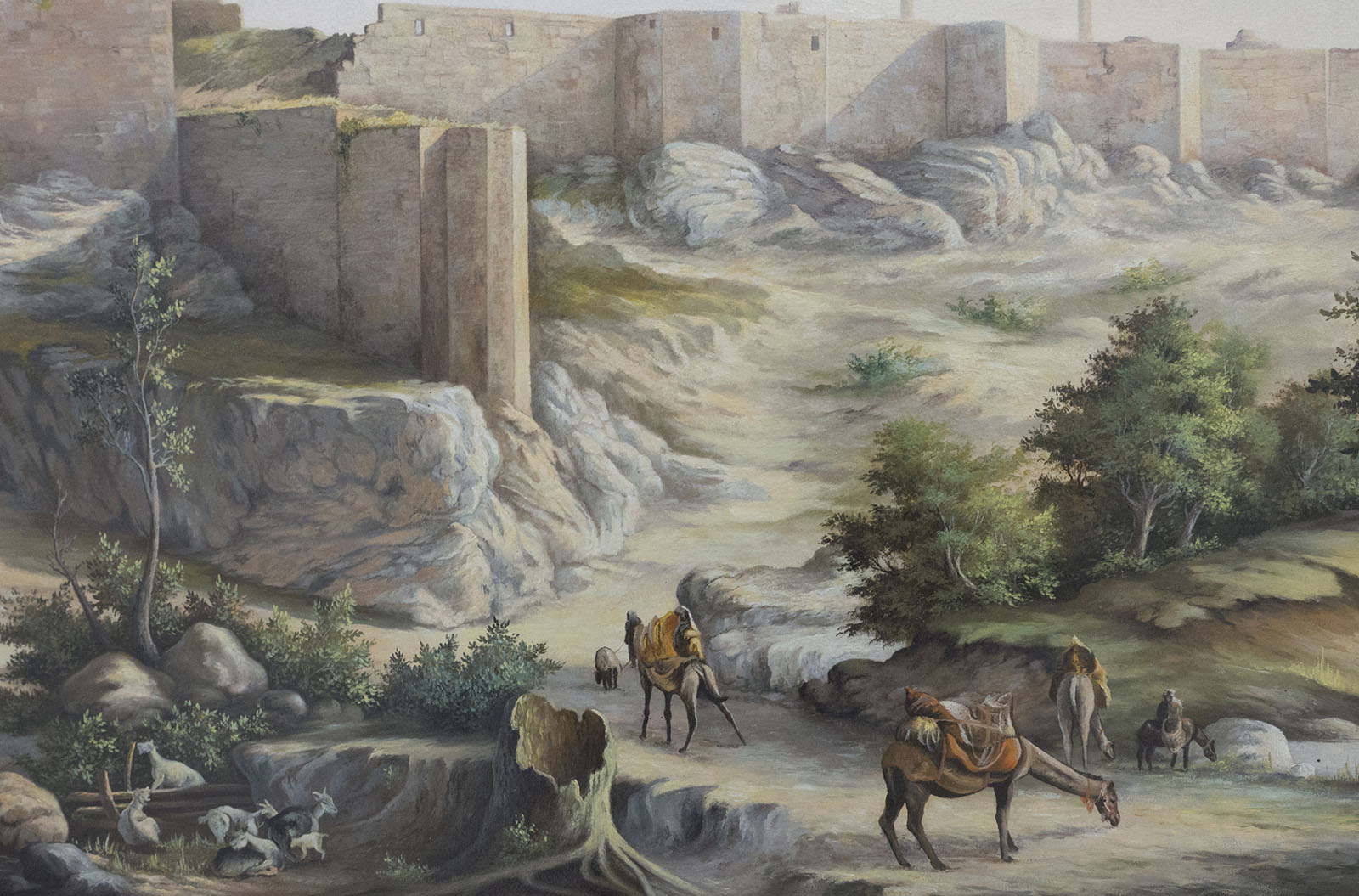
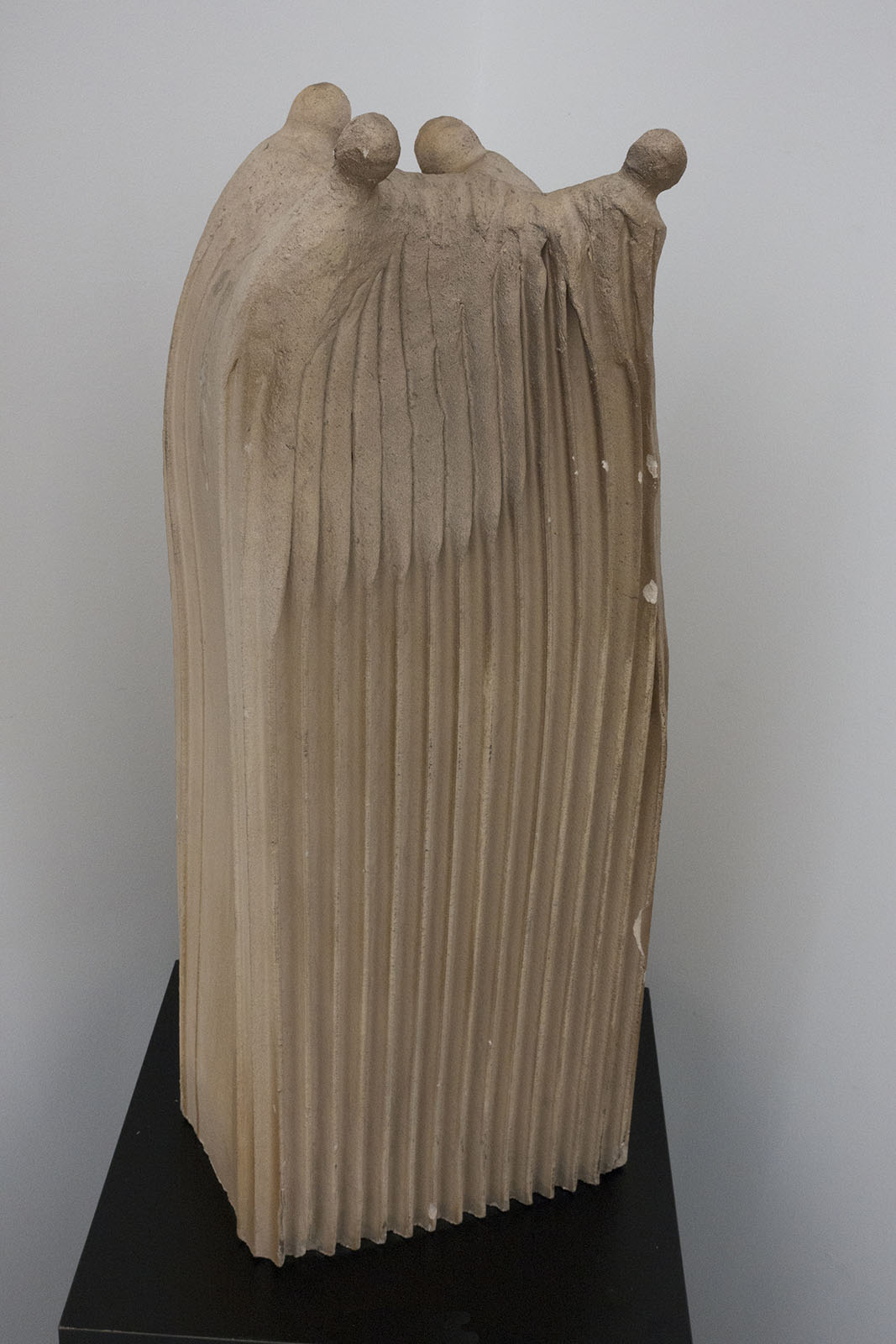
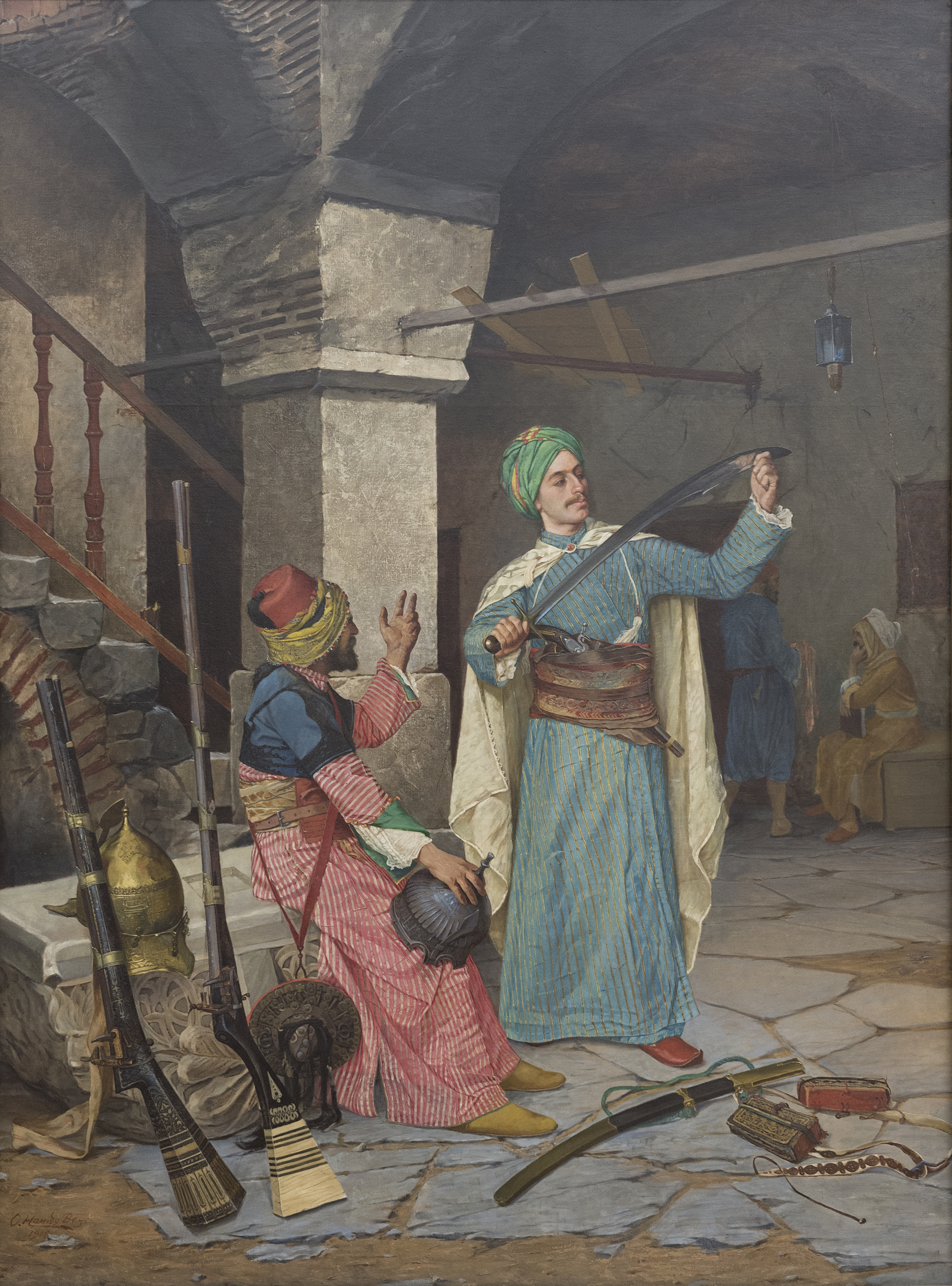
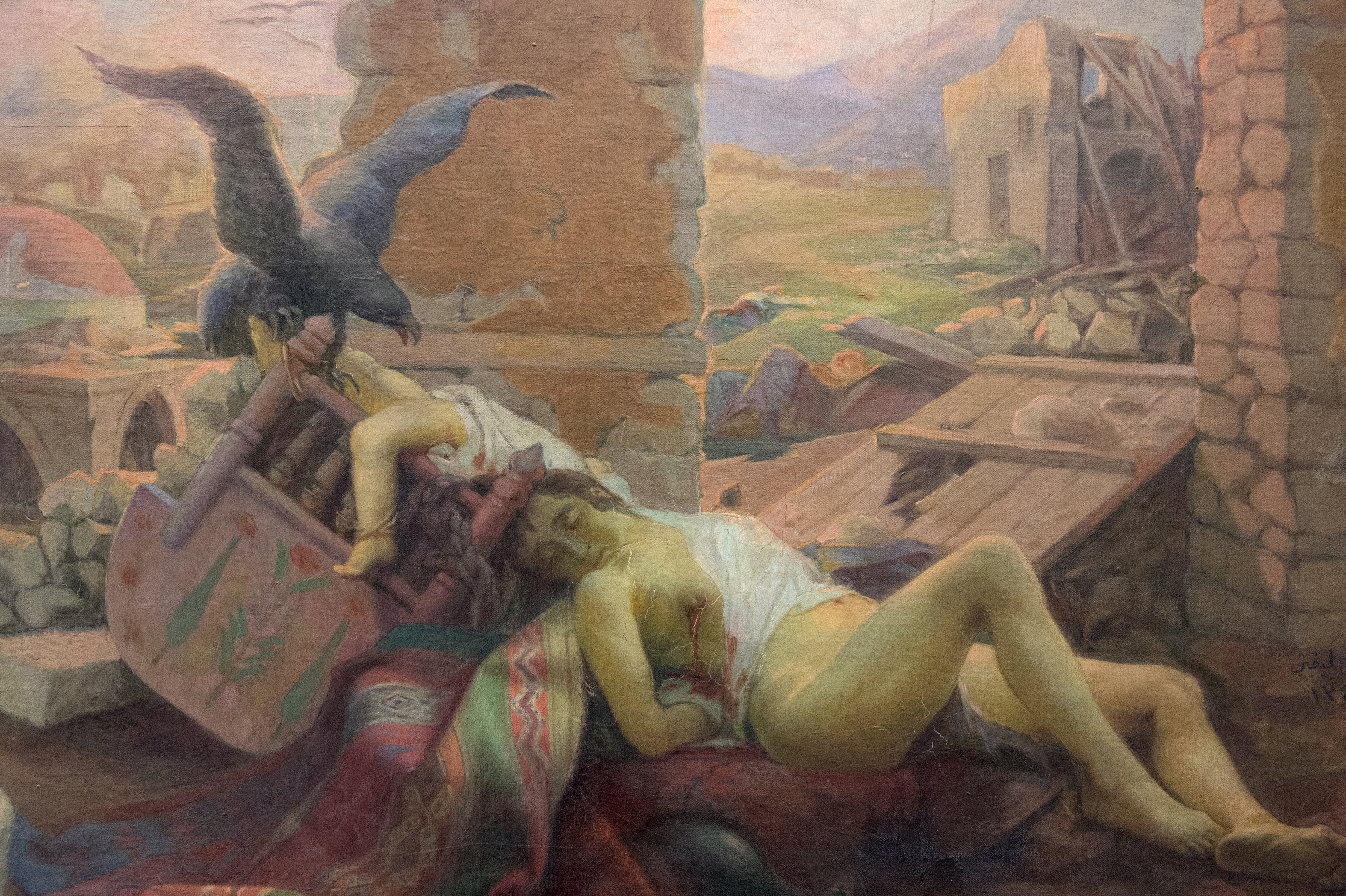